# Pontogeneia bartschi
Pontogeneia bartschi är en kräftdjursart som beskrevs av Robert Alan Shoemaker 1948. Pontogeneia bartschi ingår i släktet Pontogeneia och familjen Eusiridae. Inga underarter finns listade i Catalogue of Life.